# Galinagues
Galinagues är en kommun i departementet Aude i regionen Occitanien  i södra Frankrike. Kommunen ligger  i kantonen Belcaire som ligger i arrondissementet Limoux. År 2022 hade Galinagues 31 invånare.

## Befolkningsutveckling
Antalet invånare i kommunen Galinagues
Referens: INSEE